# 侯必登
侯必登（？—？），字懋學，一字頤真，號星湖，雲南廣西衛（在今玉溪市江川区）軍籍，應天府上元縣人，明朝政治人物。

## 生平
嘉靖三十七年（1558年）戊午科雲南鄉試第二名舉人。嘉靖三十八年（1559年）中式己未科會試第二百二十三名，三甲第二百零五名進士。由南京兵部武库司郎中出官廣東潮州府知府，以擒剿海寇曾一本功，在郡能劝农弭盗，治行为广中第一，隆庆四年（1570年）六月加从三品服俸，入觐京师，舉贤能卓异，五年正月賜宴禮部，二月升本省布政司右参政兼按察司佥事、整饬潮州等处兵备，因与推官来经济不和，又为巡按御史赵焞所恶，因称疾乞致仕，吏部遂將其调任江西。

## 家族
曾祖侯釗；祖父侯永澄；父侯安國，壽官。母楊氏。严侍下。